# 台灣軍人監獄在監馬時彥叛亂案
台灣軍人監獄在監馬時彥叛亂案，又稱軍監叛亂案、軍監屠殺事件，為1952年發生在台北安坑軍人監獄之獄內叛亂案，受刑人在獄中相互學習共產主義，遭指控為叛亂行為，先後多人遭槍決。

## 事發過程
1949年5月24日由立法院三讀通過《懲治叛亂條例》，遭逮捕的叛亂案犯經保密局審訊、軍法處判決後，陸續送至綠島新生訓導處，1952年底部分受刑人被送到台北安坑軍人監獄，由於受刑人認為一罪不應兩判，或對當局採取消極抵抗，以陳行中為主開始研讀學習馬克思主義，陳英泰回憶，在軍人監獄時，陳行中等一些人很喜歡寫東西，明目張膽四處傳閱，讓人捏一把冷汗，王乃信甚至警告過他們，要他們衡量如果發生問題可能會相當嚴重。但是當時陳行中等人認為，他們既然被以叛亂罪判刑，因為思想及言論而遭判罪，一罪不應兩判，最後導致多人遭重新審判，以在監獄內組織叛亂活動的名義，許多人遭改判死刑。此事件據白色恐怖受難者陳英泰表示，係一莫須有之獄內屠殺事件。
本案由馬時彥被送進反省房開始，由於馬時彥的行為相當異常，令陳英泰感到側目，諸如抓著欄杆對管理人員高唱國際歌，與陳行中等人慷慨激昂的談話，在積極分子中走動，特別是在放風時，由於太富有戲劇性，讓陳英泰等人認為他可能是演戲或是精神狀況有問題。1953年5月27日，軍監進行大抄房，許多人遭到移送軍法處審訊，並依照查抄出的違禁物品進行判決。吳逸民在此事件中僅遭加管訓三年，與其他人改為死刑有相當大的差異，陳英泰從吳三連傳與當時情況認為，既彭孟緝通知吳三連其子涉入危險，表示有未審先判的可能，係有關單局主導之屠殺事件。

## 結果
本案牽連遭判死刑者馬時彥、祝英傑、黃胤昌、郭聰輝、丁桂昌、王幼石、劉水龍、杜誠、黃藻儒、郭文魁、陳行中、鄔榮盛、杜楓，而同案陳正宸，則是對革命狂熱，他本人涉案輕微只獲判五年卻覺得輕判很沒面子，後因陳行中而遭改判死刑，林聲發則因為兩度越獄而遭重判死刑，蕭坤裕病死。
同案吳哲雄、吳榮河、顏錦華、徐維琛、吳逸民則僅施以感化教育，另因抄錄馬恩主義理論唯物論階級鬥爭等，黃金煌、王鶴棋、劉煌、吳長生、陳森沂、周永富、呂華璋、李清增、李榮源、林金春、黃樹丙、陳來發、陳永生、江德龍、陳金波、林德星、顏大樹、詹阿輝、孫天來、周坤如、林學禮、邱奎璧、張敏生、陳奕雄、王成家、林拾皆加感化教育。